# مارتا بياتريس روكي
مارتا بياتريس روكي (بالإسبانية: Martha Beatriz Roque)‏ هي ناشطة حقوق الإنسان واقتصادية إسبانية وكوبية، ولدت في 16 مايو 1945 في هافانا في كوبا.